# Labyrint světa a ráj srdce
Labyrint světa a ráj srdce (původním názvem Labyrint světa a lusthauz srdce, to jest světlé vymalování, kterak v tom světě a věcech jeho všechněch nic není než matení a motání, kolotání a lopotování, mámení a šalba, bída a tesknost, a naposledy omrzení všeho a zoufání: ale kdož doma v srdci svém sedě, s jediným Pánem Bohem se uzavírá, ten sám k pravému a plnému mysli upokojení a radosti že přichází) je kniha Jana Amose Komenského, pokládaná za jedno z vrcholných děl barokní literatury.
Komenský dokončil první verzi rukopisu v roce 1623, ale opakovaně se ke knize vracel a doplňoval ji. Za pobytu v polském Lešně připsal kapitoly 28–35 (dění v paláci Moudrosti) a několik dalších odstavců. Tyto pasáže se objevily v prvním vydání knihy, k němuž došlo roku 1631, pravděpodobně v saské Pirně. Pro druhé vydání z roku 1663 autor rozšířil 9. kapitolu o líčení plavby na moři, inspirované jeho cestou do Anglie. V díle lze najít i další motivy z Komenského života.
Komenským revidovaný rukopis Labyrintu z roku 1623 (dedikovaný Karlovi staršímu ze Žerotína, moravskému zemskému hejtmanovi) byl dlouho uložen v Polsku a byl roku 1957 vyměněn za rukopis Koperníkova pojednání Šest knih o obězích sfér nebeských, ve kterém formuloval svou heliocentrickou teorii.
Komenský používá vytříbený a bohatý básnický jazyk a využívá zvukomalby a synonym. Jeho krásu je velmi obtížné zachovat v překladu nebo v úpravě do moderní češtiny. Většina moderních vydání Labyrintu proto vychází s obsáhlými vysvětlivkami dobových pojmů.

## Obsah knihy

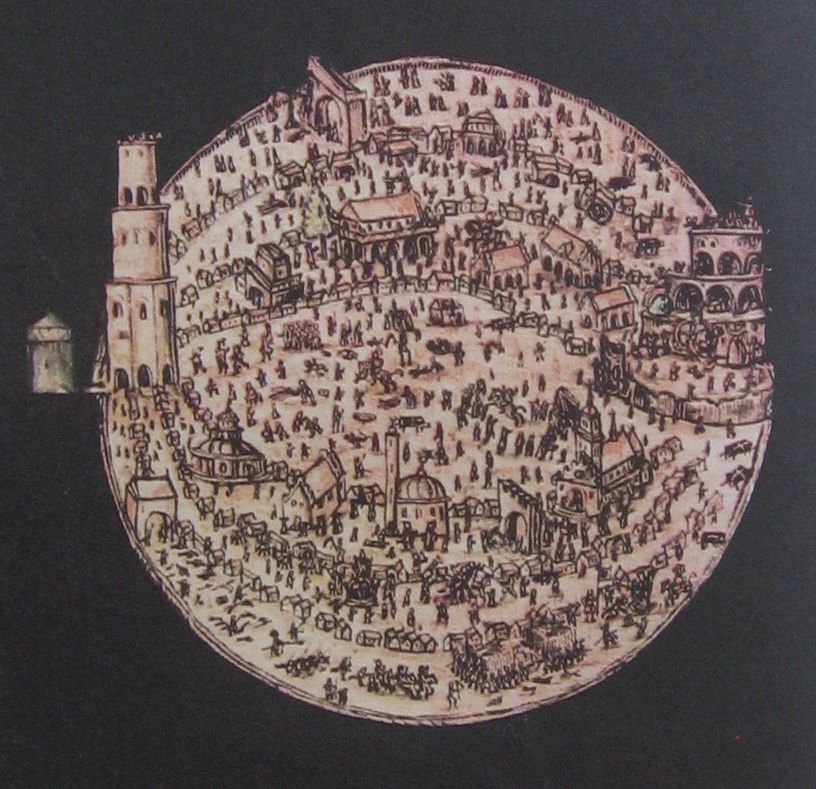
Kresba města z rukopisu Labyrintu z roku 1623

Jak napovídá již celý název knihy a jak autor uvádí v první kapitole, tématem spisu je prozkoumání toho, co je nejzazším smyslem lidského života a jeho práce a snažení.
Kniha se skládá ze dvou velkých částí. V první (kap. 1–36) autor prochází a pozoruje celý svět, aby v průběhu i na závěr konstatoval, že vše v tomto světě je marné a že zde není opravdového užitku. V druhé části autor nachází řešení této neútěšné situace, a to v obrácení se do vlastního srdce, kde nachází Boha. Jen úzký a intimní vztah s ním poskytuje člověku adekvátní odpověď na jeho usilovné hledání smyslu života a pokoje.

### První část (kapitoly 1–36)
Autor (poutník – vypravěč) se rozhodl prozkoumat svět, aby zjistil, jaký je smysl a cíl všeho lidského snažení a jaké povolání a místo ve světě si má vybrat. Svět je zobrazen alegoricky jako město, které připomíná labyrint a jímž prochází. Do města se vstupuje Branou života (místo zrození) a Branou rozchodu (místo přidělení stavu a povolání). Město má dále ústřední náměstí a šest ulic pro šest stavů: domovní stav (rodiny), řemeslníky, učence, duchovní, vládce a vojáky. Nad městem ční těžko dostupný Hrad štěstěny (Arx Fortunae), kam se chtějí dostat lidé toužící po bohatství, rozkoši a slávě.
V této první části (Labyrint světa) poutníka doprovázejí dva průvodci: Všezvěd Všudybud, ztělesnění lidské zvědavosti, a Mámení, symbol myšlenkové pohodlnosti a spoléhání na pouhé domněnky a klamy. Poutník prochází městem a hledá pro sebe povolání, jež by vyhovovalo jeho tělu i duši. Jeho průvodci mu nasadí uzdu všetečnosti a brýle mámení, aby se nechal poslušně vést a získal o světě zkreslenou představu. Brýle mu ale nepřiléhají a on koutkem oka vidí reálný svět.
Průvodci jej vytrvale přesvědčují, že tento svět je uspořádán rozumně a krásně, ale poutník vidí jen klam, marnost, faleš, nesvobodu, neřesti, bídu a intriky. Provázejí jej všemi ulicemi, aby viděl jednotlivé stavy lidské společnosti a mohl si svobodně vybrat, kam se zařadí:
- kap. 6–7: obecná konstatování o chodu světa a lidské povaze;
- kap. 8: stav manželský;
- kap. 9: stav řemeslníků;
- kap. 10–16: stav učených (mezi filozofy, alchymisty, rosenkruciány, lékaři, právníky a akademiky);
- kap. 17–18: stav nábožníků (konstatování ohledně různých světových náboženství včetně křesťanského);
- kap. 19: stav vrchností;
- kap. 20–22: stav soldátský (tj. vojenský, včetně pojednání o rytířích, šlechtě a erbech; konečně v kap. 22 o těch, kdo roznášejí zprávy (tj. o „novinářích“).

V následující části průvodci zavedou poutníka do Hradu Fortůny (kap. 23). Jsou zde ti, kteří spoléhají na Štěstěnu, a ti, kterým se dostalo štěstí a stali se bohatými (kap. 24), získali hojnost požitků (kap. 25) či získali slávu a byli vyvýšeni nad ostatní lidi (kap. 26–27).
Na závěr celého tohoto putování si autor zoufá (kap. 28): „I lekl jsem se, že tak nikdež nic v světě, ani na samém tom hradu potěšení není, čehož by se mysl bezpečně, směle a cele chopiti mohla“. Jelikož je stále nespokojen a nechce si vybrat žádné místo ve světě z těch, které viděl, protože žádné člověku neposkytuje vytoužený klid a smysl jeho práce, je předveden před královnu tohoto světa, tj. před Moudrost. V kapitolách 29–34 se popisuje jeho slyšení u Jeho Veličenstva Královny Moudrosti. I zde si autor-poutník uvědomuje, že se jedná jen zdánlivou moudrost, o „moudrost tohoto světa“. Jeho podezření potvrdí král Šalomoun, který přichází, aby odhalil šalbu této moudrosti a její klam. Přesto nakonec Moudrost Šalomouna svými zbraněmi porazí a svede.
Celá první část spisu se inspiruje především starozákonní knihou Kazatel, jejíž autorství je tradičně připisováno právě králi Šalomounovi. Celá kniha začíná mottem z knihy Kazatel, kniha je na více místech citována či parafrázována a obě díla mají také stejnou pointu: nic na tomto světě nemá skutečnou hodnotu, a to včetně moudrosti (tj. moudrosti tohoto světa). Šalomounovo vystoupení v kap. 33 tuto shodu potvrzuje a touto kapitolou také celá první část díla vrcholí.

### Druhá část (kapitoly 37–54)
Zatímco starozákonní Šalomoun ve své knize Kazatel nenašel řešení zoufalé lidské situace v tomto světě (Šalamoun byl podle autora-poutníka nakonec Moudrostí tohoto světa přelstěn a sveden), autor-poutník řešení nachází, a to v postavě Ježíše Krista a v úzkém vztahu s ním. Utíká se do světničky svého srdce, kam jej Bůh zavolal. Vidí nejprve poničenou lidskou přirozenost a to, jak Bůh poskytuje člověku smysl jeho života ve vztahu s ním. Autor začíná popisovat neviditelnou církev pravých křesťanů, kteří se řídí Božími nařízeními a radami. Součástí popisu je i kap. 50, v níž představuje opět všech šest stavů a to, jak v nich tito praví křesťané žijí a jaký pokoj jim libovolný z těchto stavů přináší.
V druhé části se též opakuje motiv brýlí a uzdy. Původní uzdu a brýle již zahodil, nyní však dostává novou uzdu, resp. „jho poslušenství Božího“ a brýle, „skrze něž i marnosti světa, ač budeš-li na ně hleděti chtíti, lépe ještě znamenati, i potěšení vyvolených mých spatřovati moci budeš (těch perspicillí okolek zevnitřní byl slovo Boží, sklo vnitřní Duch svatý).“
Inspirací v druhé části byl Komenskému především Nový zákon a evangelia, často z nich cituje a některé pasáže jsou dlouhou parafrází novozákonních textů. Inspiruje se však i jinými autory, z nich např. sv. Augustinem (ať už se jedná o pojetí dvou církví, viditelné a neviditelné, či o přímou citaci z jeho Vyznání v kap. 54 apod.).

## Další informace
Existuje také novodobé komiksové vydání díla.